# Seznam novozelandskih modnih oblikovalcev
Seznam novozelandskih modnih oblikovalcev.

## C
- Trelise Cooper

## F
- Elisabeth Findlay

## M
- Liz Mitchell

## R
- Margarita Robertson

## S
- Kate Sylvester

## T
- Rebecca Taylor

## W
- Karen Walker